# Бархатова Валентина Сергіївна
Валентина Сергіївна Бархатова (1924, Мальта, Росія — 9 травня 1944, Балаклава) — радянська танкістка, учасниця Другої світової війни. У роки війни — механікиня-водійка, кулеметниця-радистка танків Т-34 і «Валентайн» 101-ї танкової бригади, старша сержантка.

## Біографія
Народилася в 1924 році на станції Мальта Іркутської губернії (нині Усольський район Іркутської області). На початку 1930-х родина Бархатових перебралася в Омську область — в село Новоуральськ. По смерті батька стала допомагати матері по дому. Закінчила середню школу в селі Іртиш (нині Черлакський район), де вступила в комсомол, була піонервожатою. У 1937 році за відмінне навчання і зразкову дисципліну була відзначена поїздкою до Криму, в піонерський табір «Артек».
Мріяла вступити в Московський авіаційний інститут і стати льотчицею, але війна змінила ці плани. Оскільки більшість чоловіків-механізаторів пішла на фронт, в числі інших дівчат, що залишилися в тилу, Валентина вступила на курси трактористів. Після закінчення курсів направлена механізаторкою в Ново-Уральський радгосп.
В кінці листопада 1941 Пленум РК ВЛКСМ обрав Валентину Бархатову секретаркою райкому. За її ініціативи були організовані короткотермінові курси трактористок для дівчат.
Старші брати Михайло і Костянтин вже були на фронті. Валентина Бархатова неодноразово писала заяви з проханням взяти її на військову службу і відправити в діючу армію. Лише влітку 1942 року її прохання було задоволено молотовської РВК Омської області. Закінчивши прискорені курси за спеціальністю механіка-водія танка, направлена на фронт. У селі Іртиш залишилися мати Феодосія Трифонівна, яка працювала листоношею, і молодший брат Павлик, яким вона регулярно писала оптимістичні листи (зберігаються в музії с. Іртиш).
Бойове хрещення В. С. Бархатова отримала на підступах до Сталінграда. За два знищених танки, кілька знищених знарядь, дзотів нагороджена медаллю «За відвагу». Була важко поранена в ногу. Після лікування в госпіталі змушена опановувати нову спеціальність — снайперки-радистки танка.
У листопаді 1943 року за бої за Турецький вал (Перекопський вал) радистка роти управління 101-ї танкової бригади В. С. Бархатова нагороджена орденом Червоної Зірки. У грудні 1943 року удостоєна ордена Слави III ступеня. Воювала на танках Т-34 і «Валентайн». У квітні-травні 1944 року брала участь в Кримській наступальній операції зі звільнення Криму і Севастополя.
7 травня разом з іншими армійськими частинами 101-ї танкової бригади 19-го танкового корпусу, в складі якої воювала радіотелеграфістка танка командування роти управління старша сержантка В. С. Бархатова, кинулася на штурм Севастополя.
В ніч з 8 на 9 травня 1944 року 101-а танкова бригада була висунута на північно-західну околицю Балаклави для атаки. Рано вранці 9 травня в сутінках танки з десантом на борту висувалися на вихідні позиції для атаки, дотримуючись світломаскування. Проте, пересування радянських танків було помічено противником, і колона зазнала авіанальоту. Одна з фугасних авіабомб потрапила точно під Т-34 командира бригади підполковника М. Ф. Хромченко. Вибух розірвав командирський танк на частини, разом з Михайлом Хромченко в Т-34 загинули механік-водій Василь Бубенчиков, заряджаючий Микола Федоров і кулеметниця-радистка Валентина Бархатова. Посмертно нагороджена орденом Вітчизняної війни II степеня (24 травня 1944).
Із нагороджувального листа:
|  | В період бойових дій зі звільнення Криму, працюючи радистом на танку командира роти, проявила відвагу і мужність. Кілька разів ходила в атаку і відбивала контратаки противника під Севастополем… Придушила одну точку противника. Незважачи на складні умови роботи по рації точно і в строк передавала накази і бойові накази командира бригади бойовим частинам і підрозділам, чим сприяла успішному управлінню боєм. |

У числі інших загиблих солдатів і офіцерів бригади, похована в Піонерському парку (нині сквер Перемоги) міста Сімферополя.

## Нагороди та звання
Радянські державні нагороди  :
- орден Вітчизняної війни II ступеня (24 травня 1944, посмертно)
- орден Червоної Зірки (10 листопада 1943)
- орден Слави III ступеня (1943)
- медалі, в тому числі:
  - медаль «За відвагу» (1942)

## Сім'я, особисте життя
Мати — Феодосія Трифонівна, працювала в роки війни листоношею в селі Іртиш Черлакського району Омської області. Двоє старших братів Михайло і Костянтин пішли на фронт. Разом з матір'ю в селі залишився молодший брат Павло.
Була веселою, товариською, «душею компанії», оточена безліччю друзів. У школі — активістка-комсомолка, організаторка громадських заходів, піонервожата, спортсменка. Дома — перша помічниця мамі. Збереглися її оптимістичні листи з фронту мамі і молодшому брату Павлику, які залишилися в селі Іртиш.

## Пам'ять

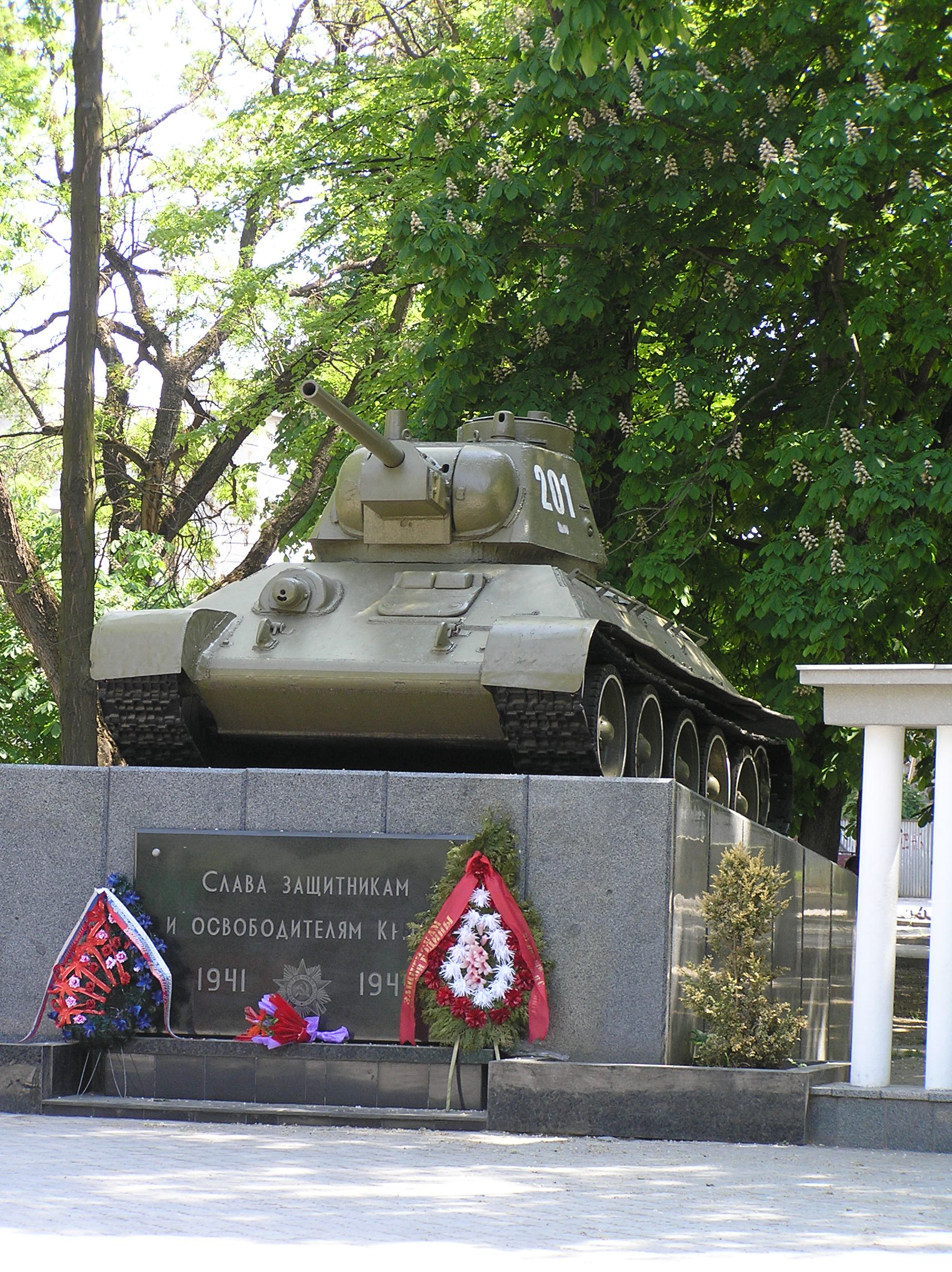
Танк-пам'ятник визволителям Сімферополя в сквері Перемоги

У числі інших загиблих солдатів і офіцерів бригади, похована в Піонерському парку (нині сквер Перемоги) Сімферополя. У 1949 році останки були перенесені на військове кладовище. Однак в 2003 році в зв'язку з будівництвом Олександро-Невського собору в сквері Перемоги були виявлені останки радянських воїнів, яких, як з'ясувалося, не перенесли в 1949 році. Їх перепоховали на території собору.
На честь В. С. Бархатової названі вулиці в Первомайському районі Омська, в Сімферополі, селі Широке (з 1975 року) і в селі Іртиш Черлакського району Омської області, де вона закінчила школу і звідки пішла доброволицею на фронт.
Меморіальні дошки встановлені на одному з будинків вулиці В. Бархатової в Омську і на іртишській середній школі. У роки СРСР її ім'я носила піонерська дружина школи № 106, розташована на вулиці В. Бархатової. Станом на 2013 рік, в школі працюють пошуковий загін «Юні патріоти Росії» і музей «Пам'ять» (керівник — Л. Г. Сморщенко), в якому представлені фотографії і листи з фронту В. С. Бархатової. Центральне місце експозиції займає гіпсовий бюст роботи скульптора А. А. Цимбала.
Також зберігся невеликий будинок з садом, де жила сім'я Бархатових в селі Іртиш. Він стоїть на вулиці її імені.